# Kousavec páskovaný
Kousavec páskovaný (Rhagium sycophanta) je jedním z mnoha druhů brouků početné čeledi tesaříkovitých (Cerambycidae). Je také jedním z větších druhů tesaříků.

## Popis
Kousavec páskovaný je velmi vzhledný druh tesaříka o velikosti 17-26 mm. Široká hlava je vyzbrojena robustními kusadly, po obou stranách štítu je masivní trnovitý výběžek. U rodu Rhagium jsou tykadla na tesaříky nezvykle krátká. Barva je černá s kresbou béžovohnědou až červenožlutou nebo rezavě žlutou. Na krovkách, které se od štítu směrem k zadečku plynule zužují, se nachází dvojice klikatých žlutavě krémových příčných pásků. U brouků se mohou vytvářet barevné aberace. Tesaříci rodu Rhagium jsou nádherní brouci, jejichž larvy se vyvíjejí v mrtvém dřevě, a tak ani nezpůsobují v přírodě škody. Mají přitom podstatný význam pro lesní přírodní společenstvo. Ne nepodstatným faktorem je i ohroženost tohoto druhu z důvodu úbytku přirozených lokalit jeho životního teritoria, jímž jsou rozlehlé dubiny.
Záměna je teoreticky možná s jinými tesaříky z rodu Rhagium – nejspíše s kousavcem korovým (Rhagium inquisitor) nebo kousavcem hlodavým (Rhagium mordax). Všichni se ale na první pohled liší zbarvením.

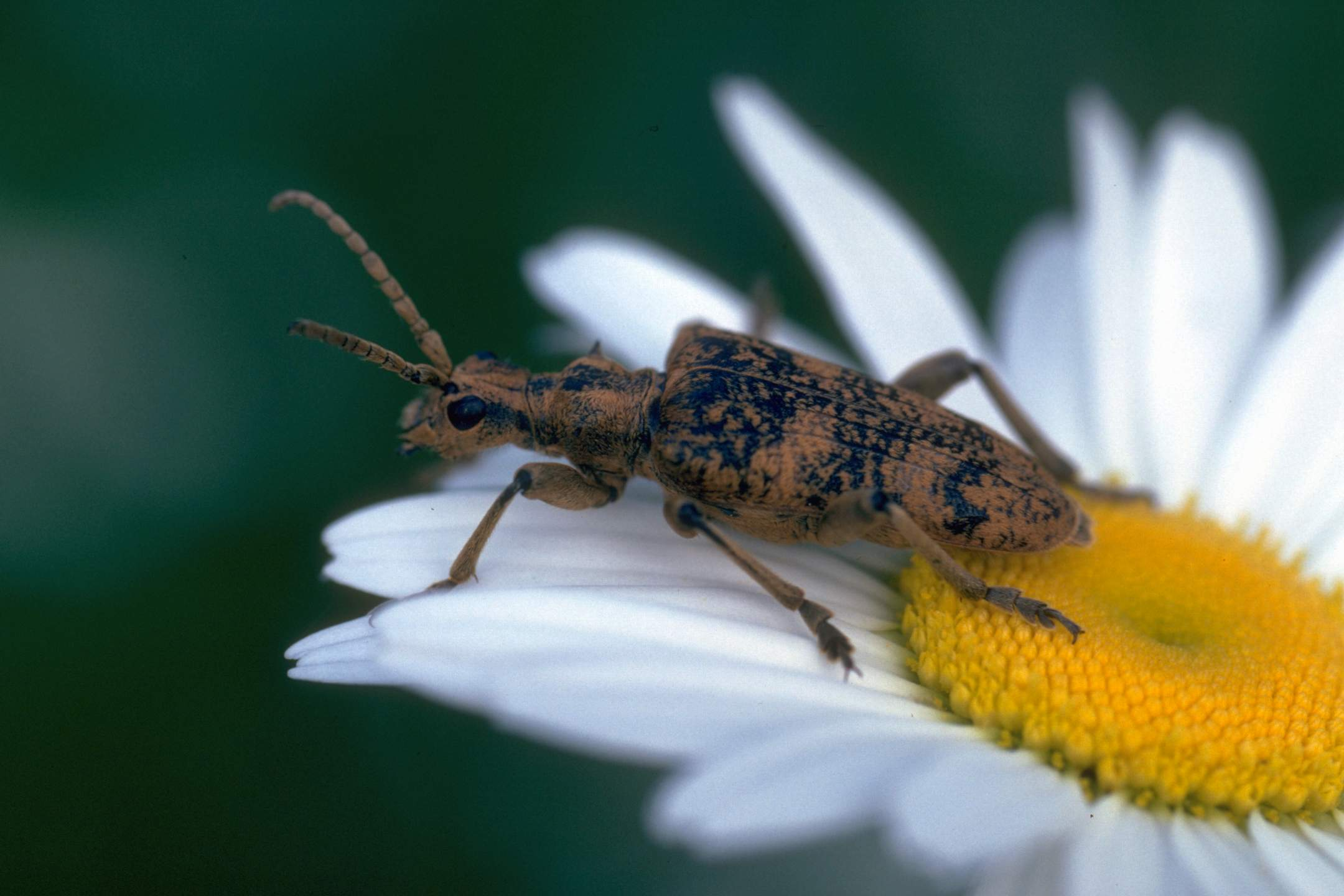
Kousavec páskovaný (Rhagium sycophanta)

## Výskyt
Imaga se vyvíjejí v květnu a červnu na dříví, někdy též na květech, jako např. hlohu (Crataegus sp.). Vyskytuje se v nížinných listnatých lesích a s dospělci se setkáme od konce května do konce července. Hlavně pak na dubech (Quercus), ale najdeme ho i na jiných listnáčích jako bříze (Betula), olši (Alnus) či buku lesním (Fagus sylvatica), ale i kaštanovníku jedlém (Castanea sativa). V některých výzkumných pracích se uvádí, že za slunného a teplého počasí létají na květy hlohů (Crataegus) a bezů
(Sambucus).

## Stanoviště
Brouka nejčastěji nalezneme na čerstvě poražených dubových kmenech nebo na dubových pařezech. Zde totiž samičky kladou svá vajíčka. Často ale sedí i na rostlinách. Vylíhlé larvy se prokousávají pod kůru, kde si vyhlodávají křivolaké chodby. Larvy jsou bělavé, dopředu rozšířené a pod kůrou se i zakuklují. Vývoj pod kůrou čerstvě odumřelých stromů či pařezů trvá 2-3 roky. Dřevo musí být částečně rozložené, protože larva přebývá v zámotku, který si tvoří z dřevěné a lýkové drti.

## Rozšíření

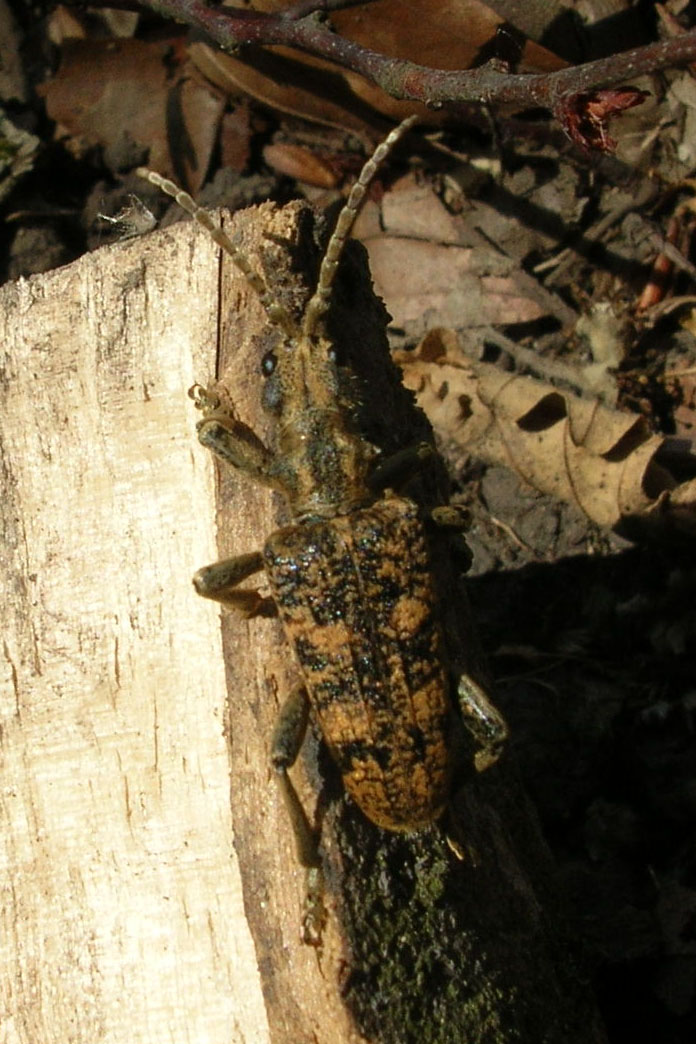
Kousavec páskovaný (Rhagium sycophanta)

Převážná část Evropy, část Západní Sibiře a Malé Asie.
V Česku teplejší oblasti Čech, jižní a střední Moravy. Převážně v dubových oblastech jednotlivě, ale někdy i velmi hojně, jako např. Křivoklátsko, Český kras, Pálava, Bílé Karpaty a některé další lokality.
Taxony podřízené:
- varieta: Rhagium sycophanta var. apicefasciatum (Heyrovský, 1952)

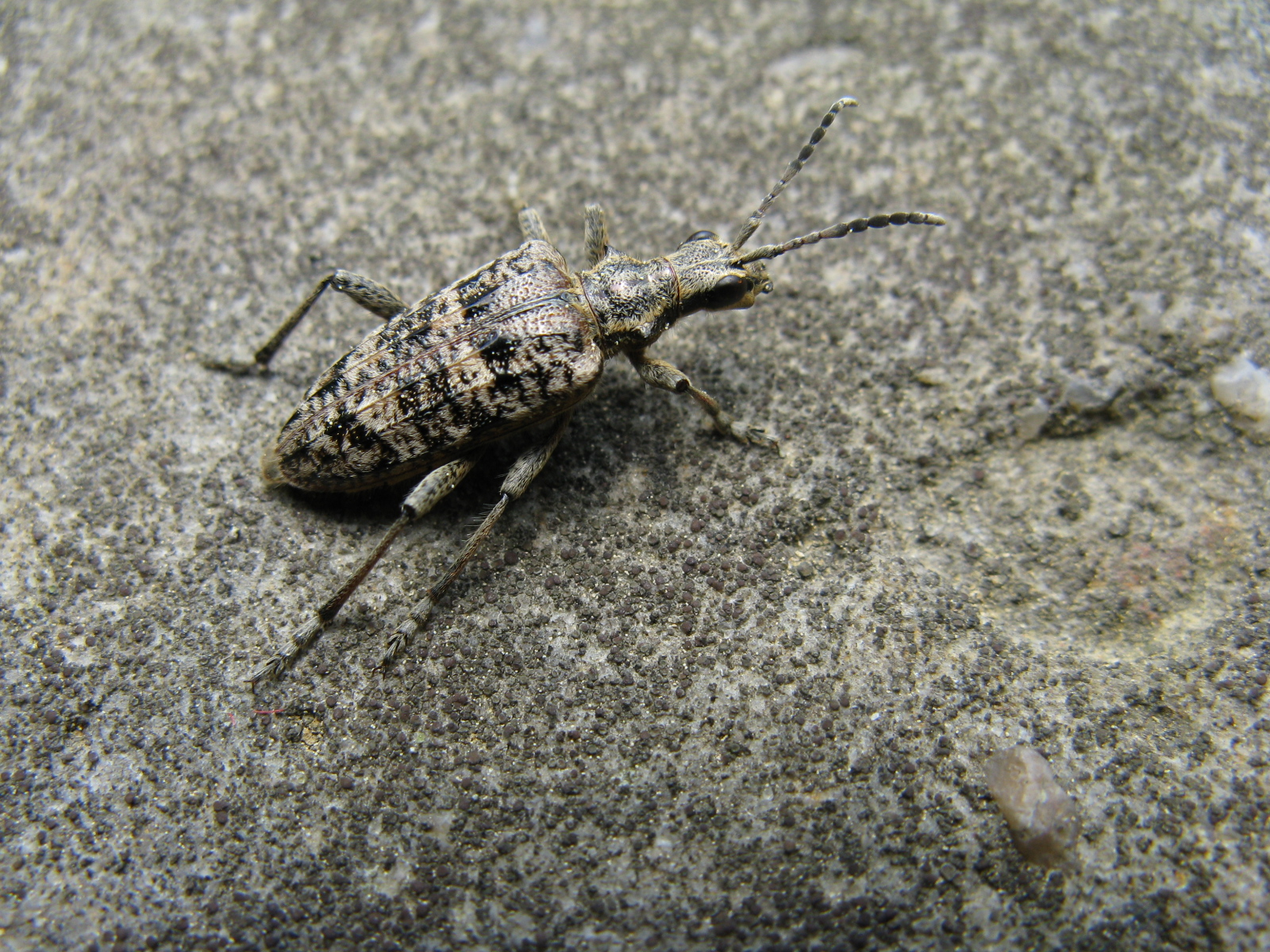
Rh. sycophanta (nález: Zábřežská vrchovina)

- varieta: Rhagium sycophanta var. latefasciatum (Müller, 1890)

## Ochrana
Podle Červené knihy ČR náleží do kategorie téměř ohrožený druh.